# Чернов, Сергей Иванович
Серге́й Ива́нович Черно́в (укр. Сергій Іванович Чернов; род. 22 августа 1961, Красноград, Харьковская область, УССР, СССР) — украинский политик, глава Харьковского областного совета (с 7 октября 2008 по 11 декабря 2020 года). Президент Всеукраинской ассоциации органов местного самоуправления «Украинская ассоциация районных и областных советов» (с 15 июля 2010 года). Представитель Украины в Бюро CORLEAP (Конференции местных и региональных властей стран Восточного партнёрства). Член делегации Украины в Конгрессе местных и региональных властей Совета Европы, член Палаты регионов (2011—2016), вице-президент Палаты регионов Конгресса Совета Европы. Член Конституционной комиссии. Заслуженный работник сельского хозяйства Украины.
Инженер, юрист. Доктор наук государственного управления. Профессор. Действительный член Инженерной академии Украины. Почётный гражданин Красноградщины. Почётный гражданин Харькова.

## Биография

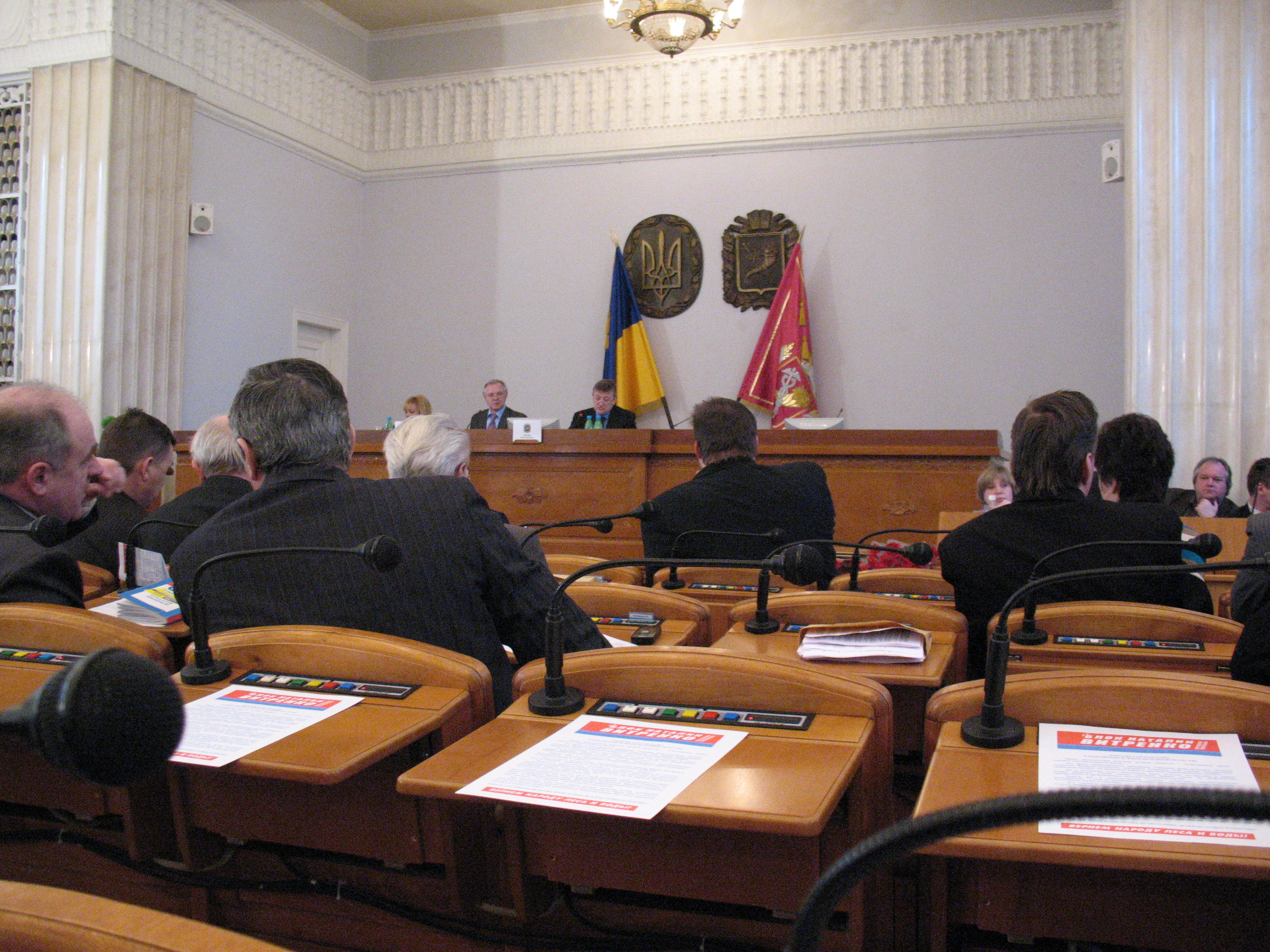
Сергей Чернов (в президиуме) ведёт сессию Харьковского областного совета, 17 апреля 2011 года

Сергей Чернов родился 22 августа 1961 года в городе Краснограде Красноградского района Харьковской области.
Окончил музыкальную школу, играл в вокально-инструментальных ансамблях и в районом центре в ДК на танцах.
С 1978 по 1983 годы учился в Харьковском институте механизации и электрификации сельского хозяйства, получив специальность «механизация сельского хозяйства», квалификация «инженер-механик».
После окончания института с 1983 по 1986 годы работал инженером, затем старшим инженером на производственном объединении «Сортсеменапром» (укр. Сортнасінняпром).
С 1986 по 1990 годы — ведущий специалист Агропромышленного комитета области, а с 1990 по 1992 годы — ведущий, главный специалист объединения «Агропромсовет».
С 1992 по 1994 годы — главный специалист Харьковского областного управления сельского хозяйства.
С 1994 по 1997 годы начальник отдела по организации фермерских хозяйств облсельхозуправления.
С 1997 по 2001 годы заместитель начальника Главного управления сельского хозяйства, начальник управления технической политики.
Одновременно с работой с 1997 по 1999 годы учился в Харьковском филиале Украинской Академии государственного управления при Президенте Украины по специальности «государственное управление», получив квалификацию «магистр государственного управления».
С 2001 по 2005 годы экономический советник председателя областной государственной администрации.
С 2005 по 2006 годы помощник-консультант Народного депутата Украины.
26 марта 2006 года избран депутатом Харьковского областного совета (V созыва) от Партии регионов.
В 2006 и 2007 годах неудачно баллотировался на выборах в Верховную раду Украины от Партии регионов.
С 28 апреля 2006 по октябрь 2008 года — заместитель председателя Харьковского областного совета V созыва.
7 октября 2008 года избран председателем Харьковского областного совета V созыва.
21 ноября 2008 года избран президентом Ассоциации органов местного самоуправления Харьковской области.
С 2009 года президент Международного детского медиафестиваля «Дитятко».
В июле 2010 года избран президентом Всеукраинской ассоциации органов местного самоуправления «Украинская ассоциация районных и областных советов».
31 октября 2010 года избран депутатом Харьковского областного совета VI созыва по одномандатному мажоритарному округу № 47 (Красноградский р-н).

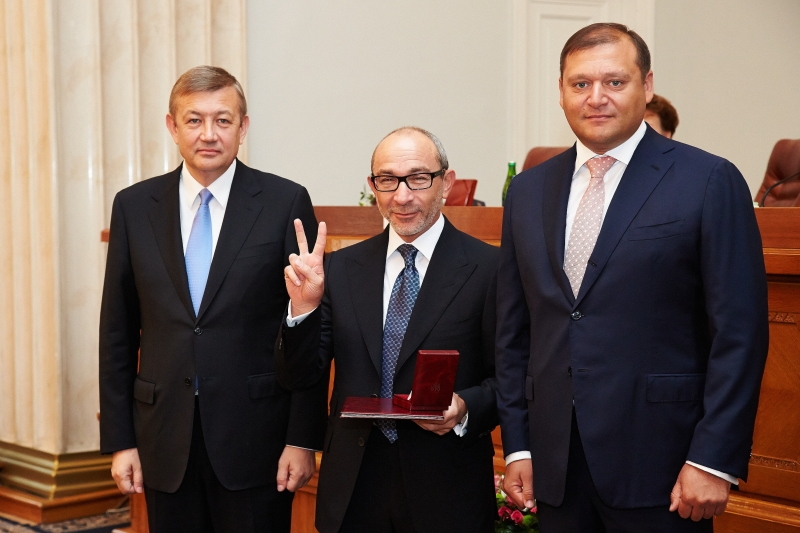
Слева направо: Председатель Харьковского областного совета Сергей Чернов, городской голова Харькова Геннадий Кернес, председатель Харьковской областной государственной администрации Михаил Добкин. После вручения Кернесу Почётной грамоты Верховной Рады Украины. 29 августа 2013

25 ноября 2010 года избран председателем Харьковского областного совета VI созыва.
В декабре 2010 года избран заместителем председателя Консультативного совета по вопросам местного самоуправления при председателе Верховной Рады Украины.
C 2011 по 2016 год входил в состав делегации Украины в Конгрессе местных и региональных властей Совета Европы, член Палаты регионов, вице-президент Палаты регионов Конгресса Совета Европы.
25 октября 2015 года избран депутатом Харьковского областного совета VII созыва от партии «Возрождение».

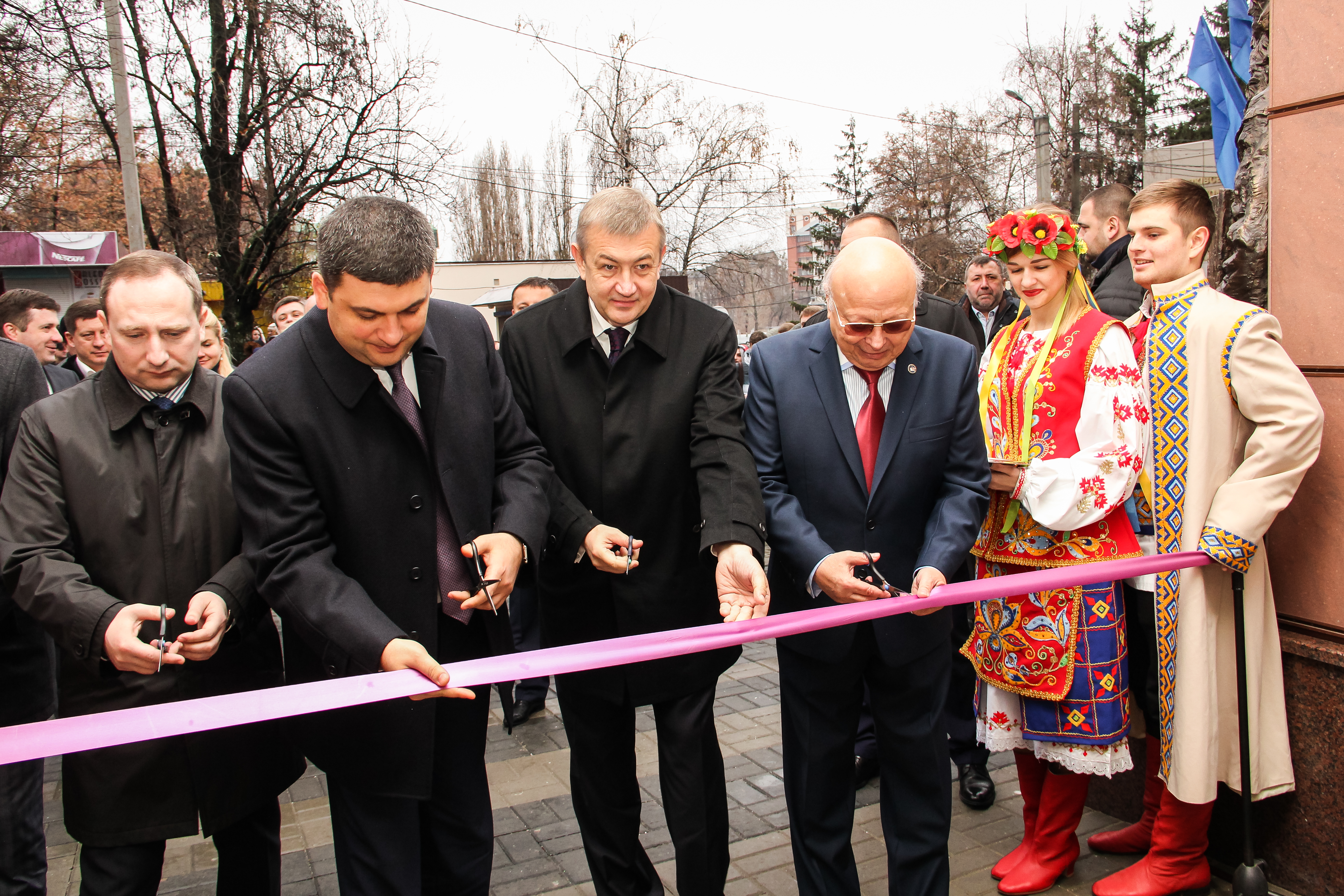
Председатель Харьковского областного совета Сергей Чернов на церемонии открытия нового Аудиторного корпуса Харьковского национального экономического университета имени Семена Кузнеца по случаю 85-летия со дня задвижения университета. 30 ноября 2015 года.

25 ноября 2015 года избран председателем Харьковского областного совета VІІ созыва.
22 апреля 2016 года избран председателем Наблюдательного совета Национального юридического университета имени Ярослава Мудрого.
На парламентских выборах 2019 года неудачно баллотировался в Верховную Раду Украины от партии «Оппозиционный блок» в одномандатном избирательном округе №179, где набрал 17,47% голосов заняв 2-е место.
25 октября 2020 избран депутатом Харьковского областного совета VIII созыва от партии «Блок Кернеса — Успешный Харьков».
Представитель Украины в Бюро CORLEAP (Конференции местных и региональных властей стран Восточного партнёрства).
Член рабочей группы по вопросам сотрудничества Украина — ЕС.
Член коллегии Министерства регионального развития, строительства и жилищно-коммунального хозяйства Украины.

## Личная жизнь
Проживает в Харькове, которому расписывается в любви.
Женат, жена Светлана. Сын — Дмитрий (1985 г.р.[уточнить]) — получил два высших образования: сначала в академии городского хозяйства (инженер-эколог), а затем и на юридическом факультете педуниверситета.
Проживает также в Харькове и работает юристом в коммерческой структуре.
Любит музыку (играет на аккордеоне), рыбалку, настольный теннис.
Любит читать детективы, из кино предпочитает итальянскую комедию или советскую классику, любит слушать «Русское радио», по ТВ смотрит чемпионаты по футболу, любит канал «Ностальгия».
Никогда не курил, спиртное употребляет по праздникам.

## Награды и премии
- Орден «За заслуги» III степени.
- Заслуженный работник сельского хозяйства Украины.
- Почётный гражданин города Харькова.
- Почётный гражданин Харьковской области (2021)[17].
- Почётный гражданин Красноградщины[3].
- Почётный гражданин Старосалтовской объединённой территориальной громады.